# 甘蒙雀麦
甘蒙雀麦（学名：Bromus korotkiji）为禾本科雀麦属下的一个种。

## 扩展阅读
- 維基物種上的相關：甘蒙雀麦